# Tricholomopsis
Tricholomopsis of houtridderzwam is een geslacht van schimmels behorend tot de familie Tricholomataceae. De wetenschappelijke naam van het geslacht werd voor het eerst in 1939 geldig gepubliceerd door de mycoloog Rolf Singer. De typesoort is de koningsmantel (Tricholomopsis rutilans).

## Soorten
Volgens Index Fungorum telt de soort 47 soorten (peildatum maart 2023):
| Soortnaam                                   | Auteur(s)                       | Publicatiejaar |
| ------------------------------------------- | ------------------------------- | -------------- |
| Tricholomopsis alborufescens                | Larue                           | 2020           |
| Tricholomopsis araucariae                   | Singer                          | 1954           |
| Tricholomopsis atrogrisea                   | Pegler                          | 1983           |
| Tricholomopsis aurea                        | (Beeli) Desjardin & B.A. Perry  | 2017           |
| Tricholomopsis badinensis                   | J. Holec, M. Kola?ík & V. Kunca | 2019           |
| Tricholomopsis bambusina                    | Hongo                           | 1959           |
| Tricholomopsis bella                        | A.H. Sm.                        | 1960           |
| Tricholomopsis crocobapha                   | (Berk. & Broome) Pegler         | 1977           |
| Tricholomopsis decora (Gele houtridderzwam) | (Fr.) Singer                    | 1939           |
| Tricholomopsis elata                        | Hongo                           | 1974           |
| Tricholomopsis elatipes                     | Singer                          | 1989           |
| Tricholomopsis elegans                      | Dennis                          | 1961           |
| Tricholomopsis fimbriatophylla              | (Kauffman) Singer               | 1951           |
| Tricholomopsis flammula                     | Métrod ex Holec                 | 2009           |
| Tricholomopsis flavescens                   | (Peck) Singer                   | 1951           |
| Tricholomopsis flavissima                   | (A.H. Sm.) Singer               | 1951           |
| Tricholomopsis formosa                      | (Murrill) Singer                | 1951           |
| Tricholomopsis fulvescens                   | A.H. Sm.                        | 1960           |
| Tricholomopsis galeata                      | L. Fan & N. Mao                 | 2021           |
| Tricholomopsis glaucipes                    | A.H. Sm.                        | 1960           |
| Tricholomopsis humboldtii                   | Singer, Ovrebo & Halling        | 1990           |
| Tricholomopsis lignifracta                  | E. Horak                        | 1980           |
| Tricholomopsis lividipileata                | P.G. Liu                        | 1994           |
| Tricholomopsis mitirubicunda                | L. Fan & N. Mao                 | 2021           |
| Tricholomopsis nigra                        | (Petch) Pegler                  | 1986           |
| Tricholomopsis nigrosquamosa                | P.G. Liu                        | 1994           |
| Tricholomopsis ornata                       | (Fr.) Singer                    | 1943           |
| Tricholomopsis ornaticeps                   | (G. Stev.) E. Horak             | 1971           |
| Tricholomopsis pallidolutea                 | L. Fan & N. Mao                 | 2021           |
| Tricholomopsis pteridiicola                 | Olariaga, Laskibar & Holec      | 2015           |
| Tricholomopsis radicata                     | (Peck) Singer                   | 1942           |
| Tricholomopsis resinosa                     | A.H. Sm.                        | 1960           |
| Tricholomopsis rubroaurantiaca              | Hosen & T.H. Li                 | 2020           |
| Tricholomopsis rutilans (Koningsmantel)     | (Schaeff.) Singer               | 1939           |
| Tricholomopsis sanguinea                    | Hongo                           | 1966           |
| Tricholomopsis sasae                        | Hongo                           | 1960           |
| Tricholomopsis scabra                       | J.A. Cooper                     | 2016           |
| Tricholomopsis secedifolia                  | (Murrill) Singer                | 1951           |
| Tricholomopsis shulanensis                  | X. He                           | 1989           |
| Tricholomopsis squamosa                     | Thiers                          | 1958           |
| Tricholomopsis streetsii                    | Gilb.                           | 1974           |
| Tricholomopsis subdecorosa                  | (Murrill) A.H. Sm.              | 1960           |
| Tricholomopsis sulfureoides                 | (Peck) Singer                   | 1943           |
| Tricholomopsis totilivida                   | (Murrill) Singer                | 1951           |
| Tricholomopsis tricholomatoides             | Singer                          | 1989           |
| Tricholomopsis tropica                      | Dennis                          | 1951           |
| Tricholomopsis valdiviana                   | Garrido                         | 1988           |